# Ich armer Mensch, ich Sündenknecht
Ich armer Mensch, ich Sündenknecht (in tedesco, "Me misero, schiavo del peccato") BWV 55 è una cantata di Johann Sebastian Bach.

## Storia
La cantata Ich armer Mensch, ich Sündenknecht venne composta da Bach a Lipsia nel 1726 e fu eseguita per la prima volta il 17 novembre dello stesso anno in occasione della XXII domenica dopo la Trinità. Il libretto è di Johann Rist per il quinto movimento, mentre è di autore sconosciuto per i rimanenti.
Il tema musicale è tratto dall'inno Werde munter, mein Gemüthe del compositore Johann Schop, pubblicato nei suoi Himlische Lieder nel 1642.

## Struttura
La cantata è scritta per tenore solista, coro, violino I e II, oboe d'amore, flauto e basso continuo ed è suddivisa in cinque movimenti:
1. Aria: Ich armer Mensch, ich Sündenknecht, per tutti.
2. Recitativo: Ich habe wider Gott gehandelt, per tenore e continuo.
3. Aria: Erbarme dich, per tenore, flauto e continuo.
4. Recitativo: Erbarme dich, per tenore, archi e continuo.
5. Corale: Bin ich gleich von dir gewichen, per tutti.